# Zuniga-Dunkelreisratte
Die Zuniga-Dunkelreisratte (Melanomys zunigae) ist ein extrem seltenes oder bereits ausgestorbenes Nagetier aus der Gattung der Dunkelreisratten (Melanomys). Es kommt oder kam in der Provinz Lima in Peru vor. Benannt ist es nach dem peruanischen Zoologen Enrique Zuñiga, der 1942 die Typusexemplare gesammelt hatte.

## Merkmale
Die Gesamtlänge beträgt 206 bis 241 mm, die Schwanzlänge 81 bis 105 mm und die Hinterfußlänge 23 bis 28 mm. Der Schwanz ist deutlich kürzer als der Kopf und der Rumpf. Der Rücken ist graubraun, heller an den Seiten und die einzelnen Haare haben entweder eine dunkle Basis und eine braune Spitze oder sie sind von der Basis bis zur Spitze völlig grauschwarz. Der Bauch ist braun mit hindurchschimmernden grauen Haaren. Die Füße und der Schwanz sind braun.

## Status
1942 fing der peruanische Zoologe Enrique Zuñiga in den Lomas de Atocongo und am Cerro San Jerónimo in 600 bis 800 m Höhe acht Exemplare dieser Reisrattenart, die Colin Campbell Sanborn 1949 als Typusmaterial für die wissenschaftliche Erstbeschreibung dienten. Nach sporadischen Expeditionen wurde zwischen Juli 2005 und Oktober 2006 eine intensive Suchaktion durchgeführt, bei denen jedoch kein Exemplar mehr nachgewiesen werden konnte. Ferner liegt ein unbestätigter Bericht aus dem Jahr 1990 von den Lomas de Lachay vor. 1996 wurde dieses Taxon in die Kategorie „nicht gefährdet“ (least concern) in die Rote Liste der gefährdeten Arten der IUCN aufgenommen. 2008 wurde dieser Status in „vom Aussterben bedroht“ mit dem Zusatz „möglicherweise ausgestorben“ (critically endangered (possibly extinct)) geändert, da es seit 1949 keinen sicheren Nachweis mehr gegeben hat. Die terra typica an den Lomas de Atocongo und am Cerro San Jerónimo, zwei Bergregionen in der Nähe der peruanischen Hauptstadt Lima, ist durch die Überweidung durch Ziegen und durch Bergbauaktivitäten stark in Mitleidenschaft gezogen worden. Der sehr spezifische Lebensraum dieser Art ist fast vollständig durch menschliche Aktivitäten verändert worden.